# Kerk van Eilsum
De Kerk van Eilsum is een tamelijk forse middeleeuwse kerk in het wierdedorp Eilsum in Oost-Friesland in de Duitse deelstaat Nedersaksen. De oorspronkelijk aan Petrus gewijde romanogotische kerk wordt sinds de Reformatie gebruikt als hervormde kerk. De kerk valt met name op door de dwars voor de kerk aan de koorzijde geplaatste koortoren.